# Евангелическое суперинтендентство Аугсбургского исповедания Зальцбурга и Тироля
Евангелическое суперинтендентство Аугсбургского исповедания Зальцбурга и Тироля (нем. Evangelische Superintendentur A. B. Salzburg und Tirol или Evangelische Superintendentur Salzburg-Tirol), сокращённо Евангелическое суперинтендентство А. И. Зальцбурга и Тироля или просто Суперинтендентство — епархия Евангелической церкви Аугсбургского исповедания в Австрии.
Суперинтендентство возглавляет суперинтендент.

## История
История протестантов в Зальцбурге и Тироле является во многом трагичной. От наплыва иммигрантских последователей Реформации из различных частей Европы на протяжении веков, вплоть до изгнания зальцбургских протестантов (нем.) из Деферрегена и Дюррнберга (нем.) зимой 1684 года, депортации их из Зальцбурга в 1731 году в Пруссию и преследование в долине Циллерталя в 1837 году, с последующей эмиграцией в прусскую Силезию. Только в 1863 году появился первый протестантский приход в Зальцбурге, а в 1876 году — и в Тироле (Инсбрук).

### Зальцбург
Княжество-архиепископство Зальцбургское
В начале Реформации мысли Лютера проникли в  Зальцбургское княжество-архиепископство и нашли здесь своих последователей. Основной вклад в распространение новых религиозных взглядов внёс швабский реформатор и евангелический проповедник Пауль Сператус, автор христианских гимнов. Впоследствии епископ Помезании. Он изучал теологию во Фрайбурге, Париже и Вене. По окончании обучения получил степень доктора теологии, права и философии. После этого с 1514 по 1520 год он был священником в Зальцбурге, имел большую популярность среди местных жителей, проповедуя во Францисканской церкви (нем.) в лютеранском смысле. Но только лишь до тех пор, пока Маттеус Ланг фон Велленбург, который был секретарём на дипломатической службе императора Максимилиана, не принял должность архиепископа Зальцбурга и не выслал его из страны. Таким образом архиепископ пытался самоутвердиться против восставших крестьян и граждан, большинство которых поддерживали лютеранство, ведь уже в 1520-е годы в архиепископстве Зальцбурга было много последователей Реформации.
Архиепископ Зальцбурга с 1587 по 1612 год Вольф Дитрих фон Райтенау, который первоначально также резко выступал против протестантов, затем, в основном из-за экономических соображений, изменил свою позицию по отношению к ряду уважаемых семей Зальцбурга.
Хотя последующие правители Зальцбурга пытались уничтожить протестантизм среди духовенства княжества, он всё-же получил, несмотря на все запреты, широкое распространение особенно в горных районах, где фермеры проводили богослужения в тайне и читали Библию.
Только при архиепископах Макс Гандольф (нем.) и Леопольд фон Фирмиан (нем.) стало известно, насколько лютеранская доктрина широко распространилась в сельских районах, началось преследование последователей веры.
Усилия фермеров, которые в то время публично проповедовали "Аугсбургское исповедание", требуя предоставления свободы вероисповедания, потерпели неудачу, что привело к высылке их в 1731/32 годах.
Приблизительно 22 000 протестантов были вынуждены покинуть отчий дом. Большинство из них эмигрировали в Восточную Пруссию, где их принял и предоставил убежище курфюрст Фридрих Вильгельм. Небольшая часть поселилась в Голландии и Джорджии.
В 1803 году в рамках германской медиатизации архиепископство было секуляризовано и преобразовано в Зальцбургское курфюршество.
- Данный подраздел написан по материалам доктора Лизелотты фон Эльц (нем.).[11]

Зальцбургское курфюршество (1803—1805)
Курфюршество было создано в составе Священной Римской империи в рамках германской медиатизации из бывшего Зальцбургского архиепископства для Фердинанда III, бывшего Великого герцога Тосканского, у которого Наполеон I отнял земли и создал на них Королевство Этрурия. Территория курфюршества включала в себя земли прежнего архиепископства, а также части территорий бывших Пассауского епископства, Айхштетского княжества-епископства и Берхтесгаденского пробства. В 1805 году, в соответствии с условиями Пресбургского мира, та часть территории курфюршества, которая ранее была архиепископством, вошла в состав Австрийской империи, а Айхштет и Пассау достались Баварии; Фердинанд III получил в качестве компенсации Великое герцогство Вюрцбург.
Просуществовав неполные два года, церковное княжество было секуляризовано и включено в состав Австрийской империи, впоследствии преобразованной в дуалистическую Австро-Венгрию в 1867 году.
- Данный подраздел написан по материалам русской Википедии.

Новые времена
Начиная с середины 19-го века, протестантские купцы из Вюртемберга и Баварии обосновались в городе Зальцбург, где вскоре сформировали протестантскую общину. Первоначально она была под контролем Верхней Австрии и протестантские службы проводились в замке Леопольдскрон (нем.), в доме садовника дворца Мирабель (нем.) и в зале местной ратуши (нем.).

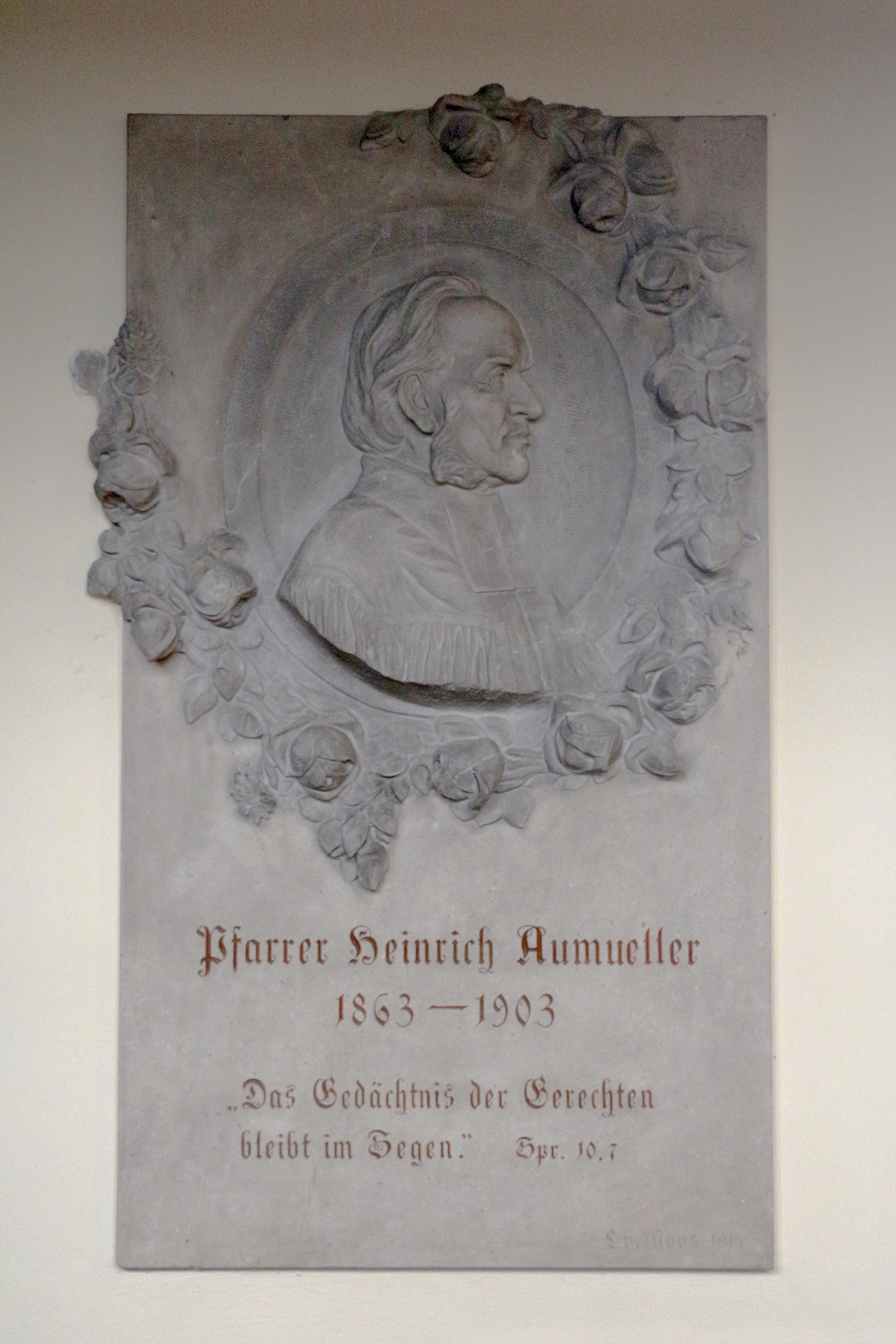
Генрих Аумюллер, первый приходской священник (Церковь Христа)

Наконец, в 1863-67 годах была построена первая протестантская церковь в Зальцбурге —  "Церковь Христа" (нем.), которая в настоящее время является памятником архитектуры и включена во Всемирное наследие ЮНЕСКО. Первый камень в фундамент был заложен в 1863 году. Церковь Христа была открыта 8 сентября 1867. Первым пастором протестантской церкви был священнослужитель Генрих Аумюллер (нем.), родом из Кобурга (Германия).
В 1988 году, во время своего визита в Австрию, Папа Иоанн Павел II отслужил молебен в этой церкви вместе с тогдашним епископом австрийской евангелической церкви Аугсбургского исповедания.  
Сегодня этот протестантский экуменический приход Аугсбургского и Гельветского исповедания Зальцбурга с более чем 4400 членов сообщества является самой большой протестантской общиной в западной части Австрии.
Сильный рост сообщества произошёл благодаря движению "Прочь от Рима!" (нем.) и в 1950 годах после Второй мировой войны в связи с притоком трансильванских саксов (нем.).
- Данный подраздел написан по материалам доктора Лизелотты фон Эльц (нем.).[11]

### Тироль
Уже в 1520 году появились реформаторские идеи и соответствующие труды  так называемых "проповедников" (протестантских богословов и проповедников), а именно Штефана Кастенбауэра (Агриколы) (нем.) и Якоба Штрауса (нем.), распространённых в Раттенберге, Шваце и Халле. Существовало много последователей нового учения (особенно среди шахтеров), но и сопротивление как католической церкви так и светской власти было сильным. Тем не менее лютеранская доктрина укоренялась.
Начиная с крестьянской войны в Тироль начало проникать протестантство (важную роль в этом процессе играли анабаптисты, в основном из Саксонии). Они высказали мнение о том, что Царство Божие должно теперь быть реализовано здесь, на земле. В этом контексте они призывали к восстанию против всех властей для справедливого распределения имущества. Их лидером был Якоб Хутер (нем.), который из-за волны преследований позже эмигрировал в Моравию. Затем он опять возвратился в Тироль, где он был предан и сожжён вместе со своей женой Екатериной 25 февраля 1536 году перед домом с золотой крышей (нем.) в Инсбруке. Была настоящая волна преследований по всему Тиролю. Последователи учения лютеранской доктрины длительное время вынуждены были свои обряды проводить в тайне. Но были и измены. В таких случаях люди  либо отказывались от своей веры, либо были вынуждены эмигрировать. Однако Реформация в Тироле была гораздо более слабой, чем в остальных австрийских землях, где по современным оценкам сторонники новой веры составляли до 70 %. Здесь традиционно были сильны позиции католической церкви. К тому же учение анабаптистов, получившее распространение в Тироле, было одинаково неприемлемо как для католиков, так и для лютеран. После подавления крестьянского восстания настоящий террор был развернут против анабаптистов. В 1528 году в Тироле казнили 150 анабаптистов, а на следующий год число казнённых достигло 700 человек. Уже в конце XVI века герцог Фердинанд II, получивший Тироль в 1564 г. после очередного раздела габсбургских земель, пригласил в регион иезуитов, которые быстро вытеснили немногочисленных тирольских лютеран и кальвинистов.
В 17-м веке около половины населения долины Деферегген (нем.) перешла из католической веры в протестантскую. После того, как они не поддались на уговоры архиепископа Зальцбурга об изменении своего вероисповедания, они были изгнаны в декабре 1684 года из долины Деферегген (нем.) (Восточный Тироль). Ссыльные поселились в основном в области современных немецких земель Бавария и Баден-Вюртемберг.
Во 2-й половине XVIII века укрепление просвещённого абсолютизма включало секуляризацию, проведённую в Австрии Иосифом II. Большое значение имел патент Иосифа II о веротерпимости 1781 года, который уравнял в правах протестантов и православных подданных Габсбургов с католиками. Великая французская революция по декрету от 2 ноября 1789 года национализировала церковно-монастырские земли во Франции. В ходе наполеоновских завоеваний секуляризация происходила по всей западной Европе. Люневильский мир в 1801 году дал возможность секуляризовать церковные княжества в Германии. При секуляризации Циллерталя формируется граница между Тиролем (1803) и Баварией (1810 г.). Третьего июня 1814 года Тироль стал коронной землёй в составе Австрийской империи. Шахтёры принесли лютеранское учение в долину Циллерталь, которые быстро распространилось среди местного населения, особенно во внутренней части долины. Циллертальские инклинанты (нем.), как называли циллертальских протестантов, были в конечном счёте изгнаны и вынуждены эмигрировать в 1837 году. Они нашли убежище в прусской Силезии, где основали свою протестантскую общину Zillerthal-Erdmannsdorf (нем.) (в настоящее время польская гмина Мыслаковице).
Только 28 января 1876 г. появилась "протестантская община Аугсбургского и Гельветского исповедания Инсбрука" — первая в Тироле, а 7 февраля и первая в южной части Тироля —  в городе Мерано.
При активной поддержке, особенно из протестантской Германии, в 1905-1906 была построена в городе Инсбрук Церковь Христа (нем.).
В дальнейшем, в течение века, в приходе постепенно возникло одиннадцать церквей и общинных центров, а также шесть новых приходов: Куфштайн, Кицбюэль, Ройтте, Ландэкк, Инсбрук-Ауферстехунскирхе и Енбах.
В 2005 году суперинтендент Зальцбурга и Тироля, наконец, переехал из Зальцбурга в Инсбрук.
В 2006 году Церковь Христа (нем.) в инсбрукском районе Загген (нем.) была отремонтирована к её 100-летию и расширена за счёт создания «открытого Евангелического Центра» (OEZ) (нем.). Отреставрированная церковь способствует общению в праздничные дни сообщества. Кроме того в центре OEZ проводятся и другие события: концерты, театральные спектакли, просмотр фильмов, образовательные мероприятия и многое другое для всех тех, кто заинтересован за конфессионализм без границ.
- В данном подразделе использованы материалы из статей Тироль (историческая область) и "Протестанты в Тироле" Освальда Келлера, март 2013 (нем.)[19].

### Епархия
Евангелическое суперинтендентство А. И. Зальцбурга и Тироля возникло в 1966 году путём отделения от протестантского суперинтендентства Аугсбургского исповедания Верхней Австрии. Первым суперинтендентом епархии стал Эмиль Штурм  (нем.). В 2012 году четвёртым суперинтендентом епархии стал Олифир Дантине (Оливье Дантен)  (нем.).

## Организационная структура
Евангелическое суперинтендентство A. И. Зальцбурга и Тироля территориально располагается в двух федеральных землях Австрии: Зальцбург и Тироль (церковный приход Лиенц административно относится к Евангелическому суперинтендентству Aугсбургского исповедания Каринтии и Восточного Тироля и располагается в регионе-эксклаве Восточный Тироль). В федеральной земле Зальцбург епархия охватывает все районы, за исключением:
- политической общины Русбах-ам-Пас-Гшютт в составе церковного прихода Гозау (Евангелическое суперинтендентство Аугсбургского исповедания Верхней Австрии в федеральной земле Верхняя Австрия)[21][22] с прилегающими общинами Санкт-Гильген и Штробль в составе церковного прихода Бад-Ишль (Евангелическое суперинтендентство Аугсбургского исповедания Верхней Австрии в федеральной земле Верхняя Австрия)[23][24];
- региона Лунгау (церковный приход Мурау-Лунгау Евангелического суперинтендентства Aугсбургского исповедания Штирии в федеральной земле Штирия)[25][26];
- планировочного региона Энспонгау (нем.) (политические общины: Альтенмаркт-им-Понгау, Ваграйн, Клайнарль, Радштадт, Санкт-Мартин-ам-Тенненгебирге, Унтертауэрн, Фильцмос, Флахау, Форстау, Хюттау, Эбен-им-Понгау) (церковный приход Шладминг Евангелического суперинтендентства Aугсбургского исповедания Штирии в федеральной земле Штирия);
- политической общины Юнгхольц (по данным deWiki прихожане политической общины Юнгхольц[Комм. 2] (политический округ Ройтте федеральной земли Тироль) под контролем ЕЛЦБ и, соответственно, церковной общины Erlöserkirche (Immenstadt im Allgäu), расположенной в городской общине Имменштадт-им-Алльгой (Германия). Общая площадь политической общины Юнгхольц составляет 705,34 га.[1]

Первоначально офис суперинтендента с 1966 года по 2005 год располагался в Зальцбурге (в настоящее время — это филиал его офиса в федеральной земле Зальцбург). 
С 2005 года центр епархии находится в столице Тироля городе Инсбрук:
- 6020 Инсбрук, Реннвег, 13 (нем. Rennweg 13, 6020 Innsbruck, Österreich, Superintendentur A.B. Salzburg und Tirol).

По данным на 31 декабря 2015 года в Суперинтендентстве располагаются 16 церковных приходов с 28 890 членами, включая 401 прихожанина "Гельветского исповедания". Девять церковных приходов располагаются в федеральной земле Зальцбург и семь — в федеральной земле Тироль.
| Политический округ           | Политические общины с лютеранскими церковными приходами (церкви)                                                 | Всего приходов | Федеральная земля |
| ---------------------------- | --- | -------------- | ----------------- |
| Зальцбург (Штадт)            | Зальцбург-Ауферштеунгскирхе • Зальцбург-Вест • Зальцбург-Кристускирхе                                            | 3              | Зальцбург         |
| Зальцбург-Умгебунг           | Зальцбург-Нёрдлихер-Флахгау (Зальцбург • Ноймаркт-ам-Валлерзе • Эликсхаузен)                                     | 1              | Зальцбург         |
| Санкт-Иоганн-им-Понгау       | Бишофсхофен-Санкт-Иоганн-им-Понгау (Бишофсхофен • Санкт-Иоганн-им-Понгау) Гастайн (Бад-Гастайн • Бад-Хофгастайн) | 2              | Зальцбург         |
| Халлайн                      | Халлайн | 1              | Зальцбург         |
| Целль-ам-Зе                  | Зальфельден (Зальфельден • Лофер) • Целль-ам-Зе                                                                  | 2              | Зальцбург         |
| Имст / Ландэкк               | Ландэкк | 1              | Тироль            |
| Инсбрук-Ланд / Инсбрук-Штадт | Инсбрук-Ауферштеунгскирхе • Инсбрук-Кристускирхе (Инсбрук • Фёльс)                                               | 2              | Тироль            |
| Кицбюэль                     | Кицбюэль | 1              | Тироль            |
| Куфштайн                     | Куфштайн | 1              | Тироль            |
| Ройтте                       | Ройтте | 1              | Тироль            |
| Швац                         | Енбах (Ваттенс • Енбах)                                                                                          | 1              | Тироль            |

Кроме того, в зальцбургской части епархии, есть ещё три церковные общины:
- Зальцбургская протестантская высшая школьная община (нем. Salzburg Evang. Hochschulgemeinde: Wiener-Philharmoniker-Gasse 2, 5020 Salzburg)[30];
- Зальцбургская международная христианская церковь (SICC) (нем. Salzburg International Christian Church (SICC): Diakonie-Zentrum, Guggenbichlerstrasse 20, Salzburg-Aigen)[31];
- Корейско-протестантская община Зальцбурга (нем. Die koreanisch-evangelische Gemeinde Salzburg: Gaswerkgasse 10, 5020 Salzburg)[32].

Суперинтендентство с 1 сентября 2012 года возглавляет суперинтендент-магистр Олифир Дантине (Оливье Дантен)  (нем.).
Он путём личных визитаций наблюдает за церковной жизнью суперинтендентства и представляет отчёт о результатах своих наблюдений в Синод. Суперинтендент имеет право собственной властью останавливать найденные им беспорядки в церковном управлении. Он председательствует в местном синоде и в комитете местного синода, руководит приходскими выборами, имеет исключительное право на совершение некоторых священнодействий (например освящения церквей, ординации). Должность суперинтендента соединяется с одною из духовных или пасторских должностей суперинтендентства.
| Имя                                   | Срок пребывания |
| ------------------------------------- | --------------- |
| Эмиль Штурм (нем.)                    | 1966–1980       |
| Вольфганг Шмидт (нем.)                | 1981–1995       |
| Луизе Мюллер (нем.)                   | 1995–2012       |
| Олифир Дантине (Оливье Дантен) (нем.) | 2012–           |

## Приходы
Картосхему размещения всех церковных приходов Евангелического суперинтендентства Аугсбургского исповедания Зальцбурга и Тироля можно посмотреть здесь. 
| Приход (Pfarrgemeinde)                                                  | Дата образования (Gründungsjahr)       | Церковные здания (Kirchengebäude) | Изображение (Bild)                                |
| ----------------------------------------------------------------------- | -------------------------------------- | --- | ------------------------------------------------- |
| Бишофсхофен-Санкт-Иоганн-им-Понгау (Bischofshofen-St. Johann im Pongau) | 1999 (с 1974 дочерняя церковь)         | Церковь Христа (Бишофсхофен) (Christuskirche in Bischofshofen) | Евангелический приходской центр (Бишофсхофен)     |
| Бишофсхофен-Санкт-Иоганн-им-Понгау (Bischofshofen-St. Johann im Pongau) | 1999 (с 1974 дочерняя церковь)         | Аннакапелле (Санкт-Иоганн-им-Понгау) (Annakapelle in St. Johann im Pongau) | Аннакапелле (Санкт-Иоганн-им-Понгау)              |
| Гастайн (Gastein)                                                       | 1960 (с 1950 дочерняя церковь)         | Церковь святого Христофора (Бад-Гастайн) (Christophoruskirche Bad Gastein) | Церковь святого Христофора (Бад-Гастайн)          |
| Гастайн (Gastein)                                                       | 1960 (с 1950 дочерняя церковь)         | Церковь Спаса в Бад-Хофгастайн (Heilskirche in Bad Hofgastein) | Церковь Спаса в Бад-Хофгастайн                    |
| Енбах (Jenbach)                                                         | 1970 (с 1966 дочерняя церковь)         | Спасская церковь (Енбах) (Erlöserkirche in Jenbach) Церковь Христа (Ваттенс) (Christuskirche in Wattens) →                                                                                         | Церковь Христа (Енбах)                            |
| Зальфельден (Saalfelden)                                                | 1993 (с 1968 дочерняя церковь)         | Церковь мира (Зальфельден) (Friedenskirche in Saalfelden am Steinernen Meer) → Крестовоздвиженская церковь (Лофер) (Kreuzkirche in Lofer)                                                          | Церковь мира (Зальфельден-ам-Штайнернен-Мер)      |
| Зальцбург-Ауферштеунгскирхе (Salzburg Auferstehungskirche)              | 1997                                   | Воскресенская церковь (Зальцбург) (Auferstehungskirche in Salzburg) |                                                   |
| Зальцбург-Вест (Salzburg-West)                                          | 1994 (с 1969 дочерняя церковь)         | Церковь святого Матфея (Зальцбург) (Matthäuskirche in Salzburg) | Протестантский церковный приход Зальцбург-Таксхам |
| Зальцбург-Кристускирхе (Salzburg Christuskirche)                        | 1863                                   | Церковь Христа (Зальцбург) (Christuskirche in Salzburg) | Церковь Христа (Зальцбург)                        |
| Зальцбург-Нёрдлихер-Флахгау (Salzburg Nördlicher Flachgau)              | 1981                                   | Церковь святого Луки (Бюрмос) (Lukaskirche in Bürmoos) → Рупертускирхе (Ноймаркт-ам-Валлерзе) (Rupertuskirche in Neumarkt am Wallersee) Хонтерускирхе (Эликсхаузен) (Honteruskirche in Elixhausen) | Протестантская (Бюрмос)                           |
| Инсбрук-Ауферштеунгскирхе (Innsbruck-Ost)                               | 1970                                   | Воскресенская церковь (Инсбрук) (Auferstehungskirche in Innsbruck) | Воскресенская церковь (Инсбрук)                   |
| Инсбрук-Кристускирхе (Innsbruck Christuskirche)                         | 1876                                   | Церковь Христа (Инсбрук) (Christuskirche in Innsbruck) → Крестовоздвиженская церковь (Фёльс) (Kreuzkirche in Völs)                                                                                 | Церковь Христа (Инсбрук)                          |
| Кицбюэль (Kitzbühel)                                                    | 1967                                   | Церковь Христа (Кицбюэль) (Christuskirche in Kitzbühe) | Протестантская приходская церковь (Вайсбриах)     |
| Куфштайн (Kufstein)                                                     | 1954 (с 1899 проповедническая станция) | Церковь святого Иоанна (Куфштайн) (Johanneskirche in Kufstein) | Церковь святого Иоанна (Куфштайн)                 |
| Обериннталь (Oberinntal)                                                | 1968                                   | Церковь святого Марка (Ландэкк) (Markuskirche in Landeck) | Церковь святого Марка (Ландэкк)                   |
| Ройтте (Reutte)                                                         | 1962                                   | Троицкая церковь (Ройтте) (Dreieinigkeitskirche in Reutte) |                                                   |
| Халлайн (Hallein)                                                       | 1925 (с 1902 проповедническая станция) | Шайтбергеркирхе (Халлайн) (Schaitbergerkirche in Hallein) |                                                   |
| Целль-ам-Зе (Zell am See)                                               | 1959 (с 1957 дочерняя церковь)         | Воскресенская церковь (Целль-ам-Зе) (Auferstehungskirche in Zell am See) |                                                   |

## Статистика
| Показатели                      | 2014-12-31 | 2015-12-31 | 2016-12-31 | 2017-12-31 | 2018-12-31 | 2019-12-31 | 2020-12-31 | 2021-12-31 |
| ------------------------------- | ---------- | ---------- | ---------- | ---------- | ---------- | ---------- | ---------- | ---------- |
| Общие сведения                  |            |            |            |            |            |            |            |            |
| Церковные приходы               | 16         | 16         | -          | -          | -          | -          | -          | -          |
| Дочерние церкви                 | -          | -          | -          | -          | -          | -          | -          | -          |
| Проповеднические станции        | -          | -          | -          | -          | -          | -          | -          | -          |
| Проповеднические пункты         | -          | -          | -          | -          | -          | -          | -          | -          |
| Паства (прихожане)              |            |            |            |            |            |            |            |            |
| Всего прихожан                  | 28 392     | 28 890     | -          | -          | -          | -          | -          | -          |
| в том числе:                    |            |            |            |            |            |            |            |            |
| Аугсбургского исповедания       | 28 004     | 28 489     | -          | -          | -          | -          | -          | -          |
| Гельветского исповедания        | 388        | 401        | -          | -          | -          | -          | -          | -          |
| Таинства и обряды               |            |            |            |            |            |            |            |            |
| Снятие крещения (раскрещивание) | 566        | 537        | -          | -          | -          | -          | -          | -          |
| Принятые в церковь              | 68         | 65         | -          | -          | -          | -          | -          | -          |
| Крещение                        | 232        | 240        | -          | -          | -          | -          | -          | -          |
| Похороны                        | 382        | 376        | -          | -          | -          | -          | -          | -          |
| Миропомазание (конфирмация)     | 197        | 203        | -          | -          | -          | -          | -          | -          |

⇑
| Приходы                            | Паства (прихожане) | Паства (прихожане)        | Паства (прихожане)       | Таинства и обряды      | Таинства и обряды               | Таинства и обряды | Таинства и обряды | Таинства и обряды           |
| Приходы                            | Всего              | в том числе:              | в том числе:             | Таинства и обряды      | Таинства и обряды               | Таинства и обряды | Таинства и обряды | Таинства и обряды           |
| Приходы                            | Всего              | Аугсбургского исповедания | Гельветского исповедания | Принятие в лоно церкви | Снятие крещения (раскрещивание) | Крещение          | Похороны          | Миропомазание (конфирмация) |
| Бишофсхофен-Санкт-Иоганн-им-Понгау | 562                | 552                       | 10                       | 0                      | 8                               | 4                 | 10                | 0                           |
| Гастайн                            | 562                | 557                       | 5                        | 2                      | 0                               | 0                 | 7                 | 0                           |
| Енбах                              | 1091               | 1065                      | 26                       | 4                      | 14                              | 10                | 7                 | 9                           |
| Зальфельден                        | 784                | 765                       | 19                       | 12                     | 3                               | 7                 | 6                 | 10                          |
| Зальцбург-Ауферштеунгскирхе        | 2384               | 2360                      | 24                       | 2                      | 48                              | 19                | 33                | 15                          |
| Зальцбург-Вест                     | 2148               | 2138                      | 10                       | 8                      | 58                              | 19                | 32                | 14                          |
| Зальцбург-Кристускирхе             | 4183               | 4146                      | 37                       | 10                     | 96                              | 35                | 69                | 38                          |
| Зальцбург-Нёрдлихер-Флахгау        | 2752               | 2731                      | 21                       | 2                      | 29                              | 21                | 31                | 21                          |
| Инсбрук-Ауферштеунгскирхе          | 2361               | 2321                      | 40                       | 5                      | 55                              | 26                | 49                | 21                          |
| Инсбрук-Кристускирхе               | 3584               | 3518                      | 66                       | 7                      | 112                             | 39                | 41                | 26                          |
| Кицбюэль                           | 2241               | 2216                      | 25                       | 2                      | 15                              | 8                 | 18                | 4                           |
| Куфштайн                           | 1746               | 1727                      | 19                       | 0                      | 26                              | 11                | 20                | 4                           |
| Обериннталь                        | 835                | 789                       | 46                       | 0                      | 12                              | 5                 | 10                | 4                           |
| Ройтте                             | 541                | 531                       | 10                       | 4                      | 5                               | 5                 | 5                 | 7                           |
| Халлайн                            | 1934               | 1915                      | 19                       | 10                     | 26                              | 26                | 21                | 18                          |
| Целль-ам-Зе                        | 1182               | 1158                      | 24                       | 6                      | 21                              | 6                 | 16                | 12                          |

⇑

## Комментарии
1. ↑  Общая площадь евангелического суперинтендентства Аугсбургского исповедания Зальцбурга и Тироля составляет 1.583.907,25 га, в том числе:
  - федеральная земля Зальцбург (715.602,96 га), площадью 521.819,86 га без:
    - политических общин Русбах-ам-Пас-Гшютт (3.404,35 га), Санкт-Гильген (9.888,07 га) и Штробль (9.402,39 га) общей площадью 22.694,81 га;
    - региона Лунгау, площадью 101.992,78 га;
    - планировочного региона Энспонгау (нем.), площадью 69.095,51 га (политические общины: Альтенмаркт-им-Понгау (4859,95 га), Ваграйн (5054,05 га), Клайнарль (7041,01 га), Радштадт (6084,22 га), Санкт-Мартин-ам-Тенненгебирге (4690,38 га), Унтертауэрн (7174,58 га), Фильцмос (7564,76 га), Флахау (11732,77 га), Форстау (5944,63 га), Хюттау (5356,49 га), Эбен-им-Понгау (3592,67 га));

  - федеральная земля Тироль (1.264.017,03 га), площадью 1.062.087,39 га (включая политическую общину Юнгхольц площадью 705,34 га) без региона-эксклава Восточный Тироль, площадью 201.929,64 га.
2. ↑  Evangelisch-lutherische Pfarrgemeinde
Am 22. Juni 1851 wurde in Immenstadt der erste evangelische Gottesdienst gefeiert. Ab 1864 bestand ein Vikariat und ab 1901 eine Pfarrei. Die Grundstein der Erlöserkirche wurde 1861 gelegt. Seit 1969 besteht in Blaichach eine zweite Pfarrstelle. Es werden die Bereiche Rettenberg, Vorderburg, Wertach und Jungholz in Österreich von der Pfarrei Immenstadt betreut. Die Pfarrei ist dem Dekanat Kempten zugehörig.Редакция от 27 мая 2016 года  (нем.)

## Внешние ссылки
- Официальная страница  (нем.)
- Географические координаты суперинтендентства Аугсбургского исповедания Зальцбурга и Тироля: 47°16′38″ с. ш. 11°23′59″ в. д.HGЯO.